# Ley Constitutiva de las Cortes
La Ley Constitutiva de las Cortes de 17 de juliol de 1942, una de les vuit Lleis Fonamentals, fou promulgada durant la primera etapa del règim franquista, a fi de donar una aparença de parlamentarisme a la dictadura. Establia la formació d'una assemblea unicameral, les Corts Espanyoles, d'elecció indirecta amb teòrica iniciativa legal, tot i que la iniciativa real corresponia al govern. A més a més, el mateix preàmbul de la llei indicava que el cap d'estat mantenia "la suprema potestat de dictar normes jurídiques de caràcter general".
Segons la Ley Constitutiva de las Cortes, aquestes eren l'òrgan superior de participació del poble espanyol en els afers de l'Estat. La seva funció principal era elaborar i aprovar les Lleis, sense perjudici de la sanció que correspon al cap de l'Estat, Francisco Franco.
Eren procuradores en Cortes: 
- Els ministres.
- Els Consellers Nacionals de Falange Española Tradicionalista y de las JONS.
- Els presidents d'alts organismes judicials.
- Membres de l'Organització Sindical.
- Representants municipals.
- Representants de la familia, escollits pels caps de família, des de la promulgació de la Ley Orgánica del Estado de 1967.
- Els rectors de les universitats.
- Els presidents de determinades institucions científiques.
- Representants d'associacions i col·legis professionals.
- Membres designats pel cap de l'Estat.